# Сё, Оливер
Оливе́р Розенкра́нс Сё (дат. Oliver Rosenkrands Søe; род. 30 сентября 1993, Каструп, Копенгаген) — датский кёрлингист.
Чемпион Дании среди мужчин (2020, 2023), чемпион Дании среди смешанных пар (2022), трёхкратный чемпион Дании среди юниоров.
Играет на позициях второго и третьего. Скип команды.

## Достижения
- Чемпионат Дании по кёрлингу среди мужчин: золото (2020, 2023), бронза (2024).
- Чемпионат Дании по кёрлингу среди смешанных пар: золото (2022), серебро (2023).
- Первенство Европы по кёрлингу среди юниоров: серебро (2013).
- Чемпионат Дании по кёрлингу среди юниоров: золото (2012, 2013, 2015)[5].

## Команды
| Сезон                                               | Четвёртый           | Третий                | Второй               | Первый                  | Запасной                                                     | Турниры                       |
| --------------------------------------------------- | ------------------- | --------------------- | -------------------- | ----------------------- | ------------------------------------------------------------ | ----------------------------- |
| 2011—12                                             | Тобиас Туне         | Asmus Jørgensen       | Thor Fehrenkamp      | Fabian Thune            | Оливер Сё тренер: Freddy Frederiksen                         | ЧДЮ 2012 · ПЕЮ 2012 (6 место) |
| 2012—13                                             | Тобиас Туне         | Asmus Jørgensen       | Thor Fehrenkamp      | Fabian Thune            | Оливер Сё тренер: Freddy Frederiksen                         | ЧДЮ 2013 · ПЕЮ 2013           |
| 2014—15                                             | Тобиас Туне Якобсен | Мадс Нёргор Расмуссен | Оливер Розенкранс Сё | Thor Woldbye Fehrenkamp | Tobias Engelhardt Rasmussen (ПЕЮ) тренер: Freddy Frederiksen | ЧДЮ 2015 · ПЕЮ 2015 (9 место) |
| 2015—16                                             | Тобиас Туне         | Мадс Нёргор           | Оливер Сё            | Asmus Blaedel           |                                                              |                               |
| 2016—17                                             | Тобиас Туне         | Мадс Нёргор           | Оливер Сё            | Asmus Blaedel           |                                                              |                               |
| 2018—19                                             | Даниэль Поульсен    | Оливер Сё             | Nikolaj Maegaard     | Daniel Munk             |                                                              |                               |
| 2019—20                                             | Тобиас Туне         | Каспер Викстен        | Даниэль Поульсен     | Оливер Сё               |                                                              | ЧДМ 2020                      |
| 2020—21                                             | Миккель Краусе      | Тобиас Туне           | Мадс Нёргор          | Каспер Викстен          | Оливер Сё тренер: Кеннет Хертсдаль                           | ЧМ 2021 (11 место)            |
| 2021—22                                             | Тобиас Туне         | Каспер Викстен        | Оливер Розенкранс Сё | Даниэль Поульсен        | Миккель Краусе тренер: Микаэль Квист                         | ЧМ 2022 (13 место)            |
| 2022—23                                             | Миккель Краусе      | Мадс Нёргор           | Тобиас Туне          | Хенрик Хольтерман       | Оливер Сё тренер: Ульрик Шмидт                               | ЧЕ 2022 (10 место)            |
| 2022—23                                             | Микаэль Квист       | Тобиас Туне           | Оливер Сё            | Кристиан Туне           |                                                              | ЧДМ 2023                      |
| 2023—24                                             | Миккель Краусе      | Мадс Нёргор           | Хенрик Хольтерман    | Оливер Сё               | Christian Karger тренер: Билл Чирхарт (ЧЕ)                   | ЧЕ 2023 (17 место) · ЧДМ 2024 |
| Кёрлинг среди смешанных пар (mixed doubles curling) |                     |                       |                      |                         |                                                              |                               |
| 2019—20                                             | Katerina Remisova   | Оливер Сё             |                      |                         |                                                              | [ 6 ]                         |
| 2019—20                                             | Caroline Jalo       | Оливер Сё             |                      |                         |                                                              | ЧДСП 2020 (4 место)           |
| 2021—22                                             | Sarah Clifford      | Оливер Сё             |                      |                         |                                                              | ЧДСП 2022                     |
| 2022—23                                             | Sarah Clifford      | Оливер Сё             |                      |                         |                                                              | ЧДСП 2023                     |

(скипы выделены полужирным шрифтом)